# Phare de Náoussa
Le phare Náoussa, également appelé Phare Korakas ou Phare Akra Korakas est situé à l'ouest du port de Náoussa sur l'île Paros, dans les Cyclades en Grèce. Le phare est achevé en 1887.

## Caractéristiques
Le phare est une tour carrée, blanche jusqu'à mi-hauteur, puis de pierres jusqu'à la lanterne. La tour est intégrée dans la maison du gardien. La lanterne est de couleur blanche tandis que le dôme de celle-ci est de couleur verte. Il s'élève à 60 mètres au-dessus de la mer Égée.

## Codes internationaux
- ARLHS[3] : GRE-086
- NGA : 15836
- Admiralty[4] : E 4290

## Source
(en) [PDF] List of lights radio aids and fog signals - 2011 - The west coasts of Europe and Africa, the mediterranean sea, black sea an Azovskoye more (sea of Azov) (la liste des phares de l'Europe, selon la National Geospatial - Intelligence Agency)- Version 2011 - National Geospatial - Intelligence Agency - p. 274